# Tomislav Pucar
Tomislav Pucar (ur. 26 stycznia 1996 w Puli) – chorwacki tenisista stołowy, olimpijczyk z Tokio 2020 i z Paryża 2024.

## Udział w zawodach międzynarodowych
| Impreza                        | Rok        | Miejsce           | Konkurencja       | Wynik        |                      |      |       |        |             |
| ------------------------------ | ---------- | ----------------- | ----------------- | ------------ | -------------------- | ---- | ----- | ------ | ----------- |
| Impreza                        | Rok        | Miejsce           | Konkurencja       | Wynik        | Igrzyska olimpijskie | 2020 | Tokio | singel | 1/16 finału |
| turniej drużynowy              | 1/8 finału |                   |                   |              | Igrzyska olimpijskie | 2020 | Tokio |        |             |
| 2024                           | Paryż      | singel            | 1/32 finału       |              | Igrzyska olimpijskie |      |       |        |             |
| 2024                           | Paryż      | turniej drużynowy | 1/16 finału       |              | Igrzyska olimpijskie |      |       |        |             |
| Mistrzostwa świata             | 2015       | Suzhou            | gra mieszana      | 1/64 finału  |                      |      |       |        |             |
| Mistrzostwa świata             | 2016       | Kuala Lumpur      | turniej drużynowy | 1/16 finału  |                      |      |       |        |             |
| Mistrzostwa świata             | 2017       | Duesseldorf       | singel            | 1/128 finału |                      |      |       |        |             |
| Mistrzostwa świata             | 2017       | Duesseldorf       | gra podwójna      | 1/64 finału  |                      |      |       |        |             |
| Mistrzostwa świata             | 2018       | Halmstad          | turniej drużynowy | 1/16 finału  |                      |      |       |        |             |
| Mistrzostwa świata             | 2019       | Budapest          | singel            | 1/16 finału  |                      |      |       |        |             |
| Mistrzostwa świata             | 2021       | Houston           | singel            | 1/32 finału  |                      |      |       |        |             |
| Mistrzostwa świata             | 2022       | Chengdu           | turniej drużynowy | 1/16 finału  |                      |      |       |        |             |
| Mistrzostwa świata             | 2023       | Durban            | singel            | 1/16 finału  |                      |      |       |        |             |
| Mistrzostwa świata             | 2024       | Pusan             | turniej drużynowy | 1/16 finału  |                      |      |       |        |             |
| Igrzyska olimpijskie młodzieży | 2014       | Nankin            | singel            | 1/16 finału  |                      |      |       |        |             |
| Igrzyska olimpijskie młodzieży | 2014       | Nankin            | turniej drużynowy | 1/8 finału   |                      |      |       |        |             |

## Życie prywatne
Wychował się w Puli. Od 14 roku życia mieszka w Zagrzebiu. Ukończył studia sportowe na Uniwersytecie w Zagrzebiu.